# Ogoni

Ogoni-Flagge von Ken Saro-Wiwa

Die Ogoni sind eine Volksgruppe in Nigeria.
Das eine halbe Million Angehörige zählende Volk lebt zumeist östlich von Port Harcourt im Nigerdelta, auch Ogoniland genannt, mit einer Fläche von ca. 1.000 km². Die Bewohner des Nigerdeltas werden von Umweltverschmutzungen bedroht, die mit der Erdölförderung durch Royal Dutch Shell verbunden sind. Ursache sind auslaufendes Rohöl, das landwirtschaftliche Flächen, für Fischerei genutzte Gewässer und natürliche Lebensräume (z. B. Mangrovenwald) verschmutzt. Das gleichzeitige Abbrennen von Erdgas (associated gas) ist der Grund für eine erhebliche Luftverschmutzung.
Rund 80 Prozent des nigerianischen Erdöls werden in dieser Region gefördert und der Shell-Konzern verdiente von 1958 bis 1993 schätzungsweise 100 Milliarden US-Dollar durch die Förderung. Im Interesse der Ölwirtschaft des Landes wurden bis 1993 rund 23 Dörfer der Ogoni zerstört.
Die Ogoni wehren sich gegen die Zerstörung ihrer Lebensgrundlagen und streben mit dem 1990 gegründeten Movement for the Survival of the Ogoni People (MOSOP) (Bewegung für das Überleben des Ogoni-Volkes) ihre Autonomie an.
Ziele der MOSOP waren u. a. die politische und kulturelle Autonomie für die Ogoni, die Sanierung der durch die Erdölförderung geschädigten Gebiete sowie die Beteiligung der Bevölkerung an den Einnahmen aus der Erdölförderung. Diese Ziele sollten ohne den Einsatz jeglicher Gewalt erreicht werden. Zu diesem Zwecke rief MOSOP mehrere Demonstrationen ins Leben, mit teilweise sehr beachtlichen Erfolgen.
Der Mineralölkonzern Shell stellte die Ölförderung im Ogoni-Gebiet ein, nachdem MOSOP im Januar 1993 eine Demonstration ins Leben gerufen hatte, an der insgesamt mehr als der Hälfte der Ogoni-Bevölkerung – also etwa 300.000 Menschen – teilnahm. Aufgrund derartiger Aktionen wurde jedoch noch im selben Jahr das Ogoni-Gebiet durch die Regierung militärisch besetzt. Die MOSOP wehrt sich jedoch nach wie vor gegen eine Wiederaufnahme der Erdölförderung durch Shell.
Vorsitzender der Organisation war nach 1993 der Schriftsteller, Bürgerrechtler und Träger des Right Livelihood Award Ken Saro-Wiwa, der im November 1995 von der Militärregierung unter Sani Abacha neben acht Mitstreitern gehängt wurde. Seine Hinrichtung erregte internationales Aufsehen. Aus dem Gefängnis heraus schrieb er zuletzt: „Lebend bin ich ein Symbol des Widerstandes. Tot werde ich zum Märtyrer und damit noch gefährlicher.“ Nigeria wurde als Reaktion darauf mit sofortiger Wirkung aus dem Commonwealth of Nations ausgeschlossen.
Im September 1993 kam es zu schweren Zusammenstößen mit der Volksgruppe der Andoni, bei denen schätzungsweise 1.000 Ogoni getötet wurden und mehr als 30.000 aus ihrer Heimat flüchten mussten. Die MOSOP macht hierfür die Regierung und die Ölgesellschaften verantwortlich, die die Andoni hierzu bewogen und finanziert haben sollen.